# Марикур, Пьер Пелерен де
Пьер Пелере́н де Марику́р (фр. Pierre Pelerin de Maricourt) — французский физик XIII века, точные даты жизни неизвестны. Свои латинские труды он подписывал: Пётр Перегрин (лат. Petrus Peregrinus), то есть «пилигрим»; судя по прозвищу, он много путешествовал и, вероятно, бывал на Востоке).
Де Марикур первым в Европе предпринял систематическое экспериментальное исследование свойств магнитов и опубликовал результаты в обширном трактате «Послание о магните» (Epistola Petri Peregrini de Maricourt ad Sygerum de Foucaucourt, militem, de magnete). Этот труд оказал большое влияние на развитие средневековой физики и многократно переиздавался. До наших дней дошли 39 его копий.
Подробности жизни учёного не сохранились. Родился он в Пикардии. Кроме магнетизма, де Марикур описал в трактате «Nova Compositio Astrolabii Particularis» устройство «универсальной астролябии», но нет сведений о том, что этот (довольно сложный) прибор в реальности кем-то использовался.

## «Послание о магните»
Этот трактат написан в 1269 году, когда де Марикур находился в войске Карла Анжуйского, осаждавшем итальянский город Лучера. Труд представляет собой письмо к знакомому автора по фамилии де Фукокур (de Foucaucourt). В нём де Марикур подробно перечисляет свойства магнита, сообщает, как найти у него северный и южный полюса, как намагничивать иглу компаса. Описывается процедура перемагничивания и законы взаимодействия двух магнитов между собой. 
Трактат отражает распространённое поверье, что магнит притягивается к Полярной звезде:

Этот камень скрывает в себе подобие неба (ниже я подробно научу, каким образом наглядно доказать это на опыте). И если на небе существуют две точки, более значительные прочих, поскольку вокруг них, как вокруг осей, вращается небесная сфера, и одна из них называется арктическим или северным полюсом, а другая — антарктическим или южным, то и в этом камне ты должен точно определить две точки, одну — северную, другую — южную… Возьми деревянный круглый сосуд, наподобие блюда или плошки, и в него положи камень, и тогда этот сосуд, вместе с положенным в него камнем, помести в другом большом сосуде, наполненном водою… этот камень, так положенный, будет вращать свой малый сосуд до тех пор, пока северный его полюс не остановится прямо против северного полюса неба, а южный — прямо против южного.

Приведенная цитата объясняет, почему де Марикур использовал магниты необычной, шарообразной формы. Найдя на них полюса, он проводил то, что позднее получило название силовых линий, после чего сопоставлял эти линии с меридианами небесной сферы и утверждал, что каждой точке шарового магнита однозначно соответствует точка на небе.
В конце трактата де Марикур призвал применить изложенные знания для постройки вечного двигателя, чертёж которого был приложен.

## Память
В честь учёного Европейский союз наук о Земле (European Geosciences Union, EGU) учредил «Медаль Петра Перегрина» (Petrus Peregrinus Medal), присуждаемую с 2005 года «за выдающийся вклад в область магнетизма и палеомагнетизма».

## Труды в русском переводе
- Пьер де Марикур. Послание о магните (1269). Вводная статья, перевод и примечания В. П. Зубова. // Труды Института истории естествознания и техники АН СССР. 1959, № 22, стр. 293—323.